# Ut desint vires, tamen nest laudanda voluntas
 Ut desint vires, tamen nest laudanda voluntas  лат. (изговор: ут десинт вирес, тамен ест лауданда волунтас). Ако и недостаје снаге, ипак треба похвалити вољу. (Овидије)

## Другачије речено
Ако и нема успјеха, битна је истинска жеља.

## Поријекло изреке
Ову квалификацију је изрекао велики римски пјесник Овидије у смјени старе и нове ере.

## Значење
„... скочио је у воду. Било је касно. Дечак се већ удавио.“ Воља да пружи помоћ је већ за похвалу!